# Goofy (film)
A Goofy (eredeti cím: A Goofy Movie) 1995-ben bemutatott amerikai rajzfilm, amely a Dinka banda című televíziós rajzfilmsorozat alapján készült. Az animációs játékfilm rendezője Kevin Lima, producere Dan Rounds. A forgatókönyvet Jymn Magon, Brian Pimental és Chris Matheson írta, a zenéjét Carter Burwell és Don Davis szerezte. A mozifilm a Walt Disney Pictures és a Disney MovieToons gyártásában készült, a Buena Vista Pictures forgalmazásában jelent meg. Műfaja zenés filmvígjáték.
Amerikában 1995. április 7-én, Magyarországon 1996. június 27-én mutatták be a mozikban.

## Szereplők
| Szereplő               | Eredeti hang                                                       | Magyar hang                        |
| ---------------------- | ------------------------------------------------------------------ | ---------------------------------- |
| Goofy                  | Bill Farmer                                                        | Szombathy Gyula                    |
| Goofy                  | A főszereplő egy bugyuta kutya, Max apja.                          |                                    |
| Max                    | Jason Marsden Aaron Lohr (ének)                                    | Haumann Máté Sugár Bertalan (ének) |
| Max                    | Egy serdülő kutyafiú, Goofy fia.                                   |                                    |
| Pete                   | Jim Cummings                                                       | Koroknay Géza                      |
| Pete                   | A másodszereplő egy kövér kandúr, Goofy-ék szomszédja, Pajti apja. |                                    |
| Pajti                  | Rob Paulsen                                                        | Minárovits Péter                   |
| Pajti                  | Egy serdülő kövér macska fiú, Pete fia.                            |                                    |
| Roxanne                | Kellie Martin                                                      | Tunyogi Bernadett                  |
| Roxanne                | Egy csinos, kedves vörös hajú lány, Maxi barátnője.                |                                    |
| Stacy                  | Jenna von Oy                                                       | Dögei Éva                          |
| Stacy                  | A szemüveges fogszabályzós lány.                                   |                                    |
| Bobby Zimuruski        | Pauly Shore                                                        | Harsányi Bence                     |
| Bobby Zimuruski        | A vörös hajú, napszemüveges srác.                                  |                                    |
| Arthur Mazour igazgató | Wallace Shawn                                                      | Cs. Németh Lajos                   |
| Arthur Mazour igazgató | A gimnázium igazgatója, aki nem tűri, hogy Maxi koncertre menjen.  |                                    |
| Lester                 | Kevin Lima                                                         | Forgács Gábor                      |
| Lester                 | Az Oposszum Park kabalababája.                                     |                                    |
| Possum Park MC         | Pat Buttram                                                        | Imre István                        |
| Possum Park MC         | Az Oposszum Park hangosbemondója.                                  |                                    |
| Pincérnő               | Florence Stanley                                                   | Czigány Judit                      |
| Pincérnő               | Az étterem pincérnője.                                             |                                    |
| Miss Maples            | Jo Anne Worley                                                     | Halász Aranka                      |
| Miss Maples            | Arthur Mazour igazgató helyettese.                                 |                                    |
| Lisa                   | Julie Brown                                                        | Nyírő Beáta                        |
| Lisa                   | Szőke tizenéves lány a gimnáziumban.                               |                                    |
| Chad                   | Joey Lawrence                                                      | Seszták Szabolcs                   |
| Chad                   | Erős tizenéves fiú a gimnáziumban.                                 |                                    |
| Biztonsági őr          | Herschel Sparber                                                   | Hankó Attila                       |
| Biztonsági őr          | A kemény fickó, aki gondozza a koncertet.                          |                                    |
| Mickey egér            | Wayne Allwine                                                      | Gáspár András                      |
| Mickey egér            | A cameo szereplő Donald kacsával a dalbetétben.                    |                                    |
| Nagylábú               | Frank Welker                                                       | saját hangján                      |
| Nagylábú               | Egy szőrös majomember az erdőben.                                  |                                    |
| Villanydrót            | Tevin Campbell                                                     | saját énekhangján                  |
| Villanydrót            | A híres énekes a koncerten.                                        |                                    |

További magyar hangok: Antal László, Bartucz Attila, Buss Gyula (ének), Józsa Imre (ének), Molnár Ilona, Némedi Mari, Rudas István, Szélyes Imre (ének), Szvetlov Balázs, Wohlmuth István

## Betétdalok
| Magyar            | Magyar | Angol                | Angol                         |
| Dal               | Előadó | Dal                  | Előadó                        |
| ----------------- | --- | -------------------- | ----------------------------- |
| Ezután            | Sugár Bertalan Bartucz Attila Nyírő Beáta Bergendy-együttes                                                                   | After Today          | Aaron Lohr Chorus             |
| Stand Out         | eredeti nyelven | Stand Out            | Tevin Campbell                |
| A széles láthatár | Szombathy Gyula Sugár Bertalan Bardóczy Attila Buss Gyula Czigány Judit Józsa Imre Nyírő Beáta Szélyes Imre Bergendy-együttes | On the Open Road     | Bill Farmer Aaron Lohr Chorus |
| Oposszum park     | eredeti nyelven | Lester's Possum Park | Kevin Quinn Chorus            |
| Ez így van jól    | Szombathy Gyula Sugár Bertalan                                                                                                | Nobody Else But You  | Bill Farmer Aaron Lohr        |
| Eye to Eye        | eredeti nyelven | Eye to Eye           | Tevin Campbell                |

## Televíziós megjelenések
Mozi+, Kiwi TV, Super TV2, HBO, HBO 2, HBO 3 